# Большой Рясь
Большой Рясь (тат. Олы Рәс) — деревня в Высокогорском районе Республики Татарстан, в составе Суксинского сельского поселения.

## География
Деревня находится в верховье реки Саинка, в 28 км к северо-западу от районного центра — посёлка Высокая Гора.

## История
Основание деревни относят к XVIII веку.
В сословном плане до 1860-х годов жители деревни числились государственными крестьянами. Их основные занятия в этот период – земледелие и скотоводство, были распространены пчеловодство, портняжный, тележный, чеботарный, бондарный и печной промыслы.
В «Списке населенных мест по сведениям 1859 года», изданном в 1866 году, населённый пункт упомянут как казённая деревня Большая Рясь 3-го стана Казанского уезда Казанской губернии. Располагалась при безымянном озере, по правую сторону торгового Галицкого тракта, в 35 верстах от губернского города Казани и в 20 верстах от становой квартиры в казённой деревне Верхние Верески. В деревне в 36 дворах жили 241 человек (126 мужчин и 115 женщин). Была мечеть.
В начале XX века в деревне действовали мечеть (была построена в 1853 г.), мектеб, 3 мелочные лавки. В этот период земельный надел сельской общины составлял 383,8 десятин.
До 1920 года деревня входила в Студёно-Ключинскую волость Казанского уезда Казанской губернии. С 1920 года в составе Арского кантона ТАССР. С 10 августа 1930 года в Дубъязском, с 1 февраля 1963 года в Зеленодольском, с 12 января 1965 года в Высокогорском районах.

## Население
| 1782 | 1859 | 1897 | 1908 | 1920 | 1926 | 1938 | 1949 | 1958 | 1970 | 1989 | 2002 | 2010 | 2017 |
| ---- | ---- | ---- | ---- | ---- | ---- | ---- | ---- | ---- | ---- | ---- | ---- | ---- | ---- |
| 37   | 241  | 354  | 379  | 323  | 321  | 268  | 177  | 108  | 102  | 10   | 17   | 11   | 14   |

Национальный состав села — татары.